# Sportgemeinschaft Essen-Schönebeck 19/68 2013-2014
Questa voce raccoglie le informazioni riguardanti lo Sportgemeinschaft Essen-Schönebeck 19/68 nelle competizioni ufficiali della stagione 2013-2014.

## Divise e sponsor
Lo sponsor principale era Pazdera, mentre lo sponsor tecnico, fornitore delle tenute, era Nike.
|  | Casa | Trasferta |

## Organigramma societario
Come da sito ufficiale
Area tecnica
- Allenatore: Markus Högner
- Allenatore in seconda: Kirsten Schlosser
- Preparatori dei portieri: Jan Szczepanski
- Preparatore atletico: Erskine Baker

## Rosa
Rosa, ruoli e numeri di maglia come da sito ufficiale, aggiornato al 29 gennaio 2014, integrati dal sito della Federcalcio tedesca (DFB).
| N. |                        | Ruolo | Calciatrice         |
| -- | ---------------------- | ----- | ------------------- |
| 1  | Germania (bandiera)    | P     | Lisa Weiß           |
| 2  | Paesi Bassi (bandiera) | D     | Dominique Janssen   |
| 4  | Germania (bandiera)    | C     | Christina Dierkes   |
| 5  | Germania (bandiera)    | D     | Sabrina Dörpinghaus |
| 6  | Germania (bandiera)    | C     | Vanessa Martini     |
| 7  | Germania (bandiera)    | C     | Sarah Freutel       |
| 8  | Germania (bandiera)    | A     | Madeline Gier       |
| 9  | Germania (bandiera)    | A     | Isabelle Wolf       |
| 10 | Germania (bandiera)    | C     | Linda Dallmann      |
| 11 | Germania (bandiera)    | C     | Irini Ioannidou     |
| 12 | Germania (bandiera)    | P     | Anja Berger         |
| 13 | Germania (bandiera)    | A     | Charline Hartmann   |

| N. |                        | Ruolo | Calciatrice       |
| -- | ---------------------- | ----- | ----------------- |
| 14 | Albania (bandiera)     | C     | Geldona Morina    |
| 15 | Stati Uniti (bandiera) | A     | Natalia Mann      |
| 16 | Germania (bandiera)    | C     | Jacqueline Klasen |
| 17 | Portogallo (bandiera)  | A     | Ana Oliveira      |
| 18 | Germania (bandiera)    | C     | Lena Ostermeier   |
| 19 | Germania (bandiera)    | D     | Katharina Leiding |
| 20 | Germania (bandiera)    | P     | Kari Närdemann    |
| 21 | Germania (bandiera)    | D     | Ina Lehmann       |
| 22 | Germania (bandiera)    | C     | Caroline Hamann   |
| 23 | Germania (bandiera)    | C     | Sara Doorsoun     |
| 24 | Germania (bandiera)    | A     | Lea Schüller      |
| 25 | Germania (bandiera)    | D     | Henrike Sahlmann  |

## Calciomercato

### Sessione estiva
| Acquisti | Acquisti          | Acquisti                    | Acquisti                        |
| R.       | Nome              | da                          | Modalità                        |
| -------- | ----------------- | --------------------------- | ------------------------------- |
| P        | Anja Berger       | Gütersloh                   | definitivo                      |
| P        | Kari Närdemann    | SGS Essen [Primavera B (F)] | aggregata dalle giovanili       |
| D        | Christin Janitzki | Lokomotive Lipsia           | definitivo                      |
| D        | Dominique Janssen | RKSV Wittenhorst            | definitivo                      |
| C        | Sara Doorsoun     | Turbine Potsdam             | definitivo                      |
| C        | Natalia Mann      | Sindelfingen                | definitivo                      |
| C        | Lea Schüller      | SGS Essen II                | aggregata dalla squadra riserve |

| Cessioni | Cessioni          | Cessioni         | Cessioni                       |
| R.       | Nome              | a                | Modalità                       |
| -------- | ----------------- | ---------------- | ------------------------------ |
| D        | Christin Janitzki | FFV Lipsia       | definitivo                     |
| D        | Carole Costa      | 2001 Duisburg    | definitivo                     |
| D        | Laura Kuhlmann    | Bochum           | definitivo                     |
| C        | Sharon Beck       | Bayer Leverkusen | definitivo                     |
| C        | Vivien Gaj        | SGS Essen II     | aggregata alla squadra riserve |
| C        | Emma Mukandi      | Arsenal          | definitivo                     |

## Risultati

### Frauen-Bundesliga

#### Girone di andata
| Arbitro: | Appelmann (Sörgenloch) |

|                                |           |                                |
| Wolf 41’ Hartmann 70’ Gier 83’ | Marcatori | 26’, 90’ Bernauer 87’ Islacker |

| Arbitro: | Söder (Ingolstadt) |

|               |           |                      |
| Garefrekes 5’ | Marcatori | 45’ (rig.) Ioannidou |

| Arbitro: | Hussein (Bad Harzburg) |

|               |           |                     |
| Ioannidou 20’ | Marcatori | 6’ Brooks 21’ Hagen |

| Arbitro: | Derlin (Bad Schwartau) |

|                       |           |  |
| Landeka 19’ Hearn 73’ | Marcatori |  |

| Arbitro: | Stolz (Pritzwalk) |

|                                                                                |           |  |
| Ioannidou 8’ Dallmann 18’, 45’, 48’ Hartmann 20’, 75’ Doorsoun 59’ Freutel 68’ | Marcatori |  |

| Arbitro: | Heimann (Gladbeck) |

|  |           |                                    |
|  | Marcatori | 58’ Dallmann 70’ Mann 86’ Doorsoun |

| Arbitro: | Müller-Schmäh (Potsdam) |

|                                                 |           |              |
| Janssen 12’ Hartmann 52’, 74’, 85’ Doorsoun 82’ | Marcatori | 8’ F. Dongus |

| Arbitro: | Illing (Limbach-Oberfrohna) |

|                                                  |           |  |
| Hegerberg 29’ Bremer 65’ Nagasato 75’ Añonma 86’ | Marcatori |  |

| Arbitro: | Soder (Ingolstadt) |

|  |           |                       |
|  | Marcatori | 40’ Müller 51’ Keßler |

| Arbitro: | Hussein (Bad Harzburg) |

|            |           |          |
| Starke 73’ | Marcatori | 70’ Gier |

| Arbitro: | Haider (Roth) |

|              |           |                                                 |
| Dallmann 33’ | Marcatori | 38’ Schwab 74’ T. Knaak 77’ Hegering 90’ Linden |

#### Girone di ritorno
| Arbitro: | Appelmann (Sörgenloch) |

|                 |           |                                |
| Kirchberger 88’ | Marcatori | 48’ Hartmann 57’, 81’ Schüller |

| Arbitro: | Hussein (Bad Harzburg) |

|              |           |                         |
| Hartmann 45’ | Marcatori | 54’ Garefrekes 90’ Andō |

| Arbitro: | Muller-Schmah (Potsdam) |

|                                       |           |  |
| Lewandowski 63’ Gaugigl 65’ Bürki 68’ | Marcatori |  |

| Arbitro: | Söder (Norimberga) |

|              |           |                                                        |
| Dallmann 55’ | Marcatori | 9’, 83’ Julien 39’ Erceg 67’ Löser 74’ Treml 80’ Hearn |

| Arbitro: | Illing (Limbach-Oberfrohna) |

|  |           |                         |
|  | Marcatori | 7’ Hartmann 40’ Janssen |

| Arbitro: | Heimann (Gladbeck) |

|                         |           |  |
| Klasen 54’ Hartmann 59’ | Marcatori |  |

| Arbitro: | Schultz (Wolfsburg) |

|                   |           |              |
| Schneider 2’, 45’ | Marcatori | 17’ Hartmann |

| Arbitro: | Hussein (Bad Harzburg) |

|             |           |                                 |
| Freutel 27’ | Marcatori | 49’ Bremer 51’ Añonma 67’ Elsig |

| Arbitro: | Rafalski (Baunatal) |

|                                    |           |  |
| Faißt 19’ Popp 64’, 84’ Müller 77’ | Marcatori |  |

| Arbitro: | Derlin (Bad Schwartau) |

|                          |           |             |
| Hartmann 55’ Martini 88’ | Marcatori | 29’ Däbritz |

| Arbitro: | Eisenhardt (Holzgerlingen) |

|  |           |              |
|  | Marcatori | 36’ Hartmann |

### DFB-Pokal der Frauen
| Arbitro: | Biehl (Siesbach) |

|                                        |           |                          |
| Hartmann 76’ Dallmann 79’ Doorsoun 87’ | Marcatori | 48’ Añonma 63’ Hegerberg |

| Arbitro: | Rafalski (Baunatal) |

|                                                            |           |                           |
| Doorsoun 45’ Dallmann 51’ Janssen 55’ Ioannidou 65’ (rig.) | Marcatori | 77’ Leykauf 84’ Fellhauer |

| Arbitro: | Biehl (Siesbach) |

|                                                                 |           |                    |
| London 12’ (aut.) Dallmann 27’ Hartmann 43’, 65’ Ostermeier 90’ | Marcatori | 26’ Knopf 78’ Rech |

| Arbitro: | Wozniak (Herne) |

|              |           |  |
| Freutel 107’ | Marcatori |  |

| Arbitro: | Wozniak (Herne) |

|  |           |                                |
|  | Marcatori | 3’ Andō 28’ Kuznik 36’ Laudehr |

## Statistiche

### Statistiche di squadra
| Competizione         | Punti | In casa | In casa | In casa | In casa | In casa | In casa | In trasferta | In trasferta | In trasferta | In trasferta | In trasferta | In trasferta | Totale | Totale | Totale | Totale | Totale | Totale | DR |
| Competizione         | Punti | G       | V       | N       | P       | Gf      | Gs      | G            | V            | N            | P            | Gf           | Gs           | G      | V      | N      | P      | Gf     | Gs     | DR |
| -------------------- | ----- | ------- | ------- | ------- | ------- | ------- | ------- | ------------ | ------------ | ------------ | ------------ | ------------ | ------------ | ------ | ------ | ------ | ------ | ------ | ------ | -- |
| Frauen-Bundesliga    | 27    | 11      | 4       | 1       | 6       | 25      | 24      | 11           | 4            | 2            | 5            | 12           | 18           | 22     | 8      | 3      | 11     | 37     | 42     | -5 |
| DFB-Pokal der Frauen | -     | 5       | 4       | 0       | 1       | 13      | 9       | -            | -            | -            | -            | -            | -            | 5      | 4      | 0      | 1      | 13     | 9      | +4 |
| Totale               | -     | 16      | 8       | 1       | 7       | 38      | 33      | 11           | 4            | 2            | 5            | 12           | 18           | 27     | 12     | 3      | 12     | 50     | 51     | -1 |

### Andamento in campionato
| Giornata  | 1 | 2 | 3 | 4  | 5 | 6 | 7 | 8 | 9 | 10 | 11 | 12 | 13 | 14 | 15 | 16 | 17 | 18 | 19 | 20 | 21 | 22 |
| --------- | - | - | - | -- | - | - | - | - | - | -- | -- | -- | -- | -- | -- | -- | -- | -- | -- | -- | -- | -- |
| Luogo     | C | T | C | T  | C | T | C | T | C | T  | C  | T  | C  | T  | C  | T  | C  | T  | C  | T  | C  | T  |
| Risultato | N | N | P | P  | V | V | V | P | P | N  | P  | V  | P  | P  | P  | V  | V  | P  | P  | P  | V  | V  |
| Posizione | 4 | 7 | 9 | 10 | 8 | 6 | 5 | 5 | 6 | 6  | 9  | 8  | 8  | 8  | 9  | 7  | 7  | 7  | 7  | 8  | 7  | 6  |

Legenda:

Luogo: C = Casa; T = Trasferta. Risultato: V = Vittoria; N = Pareggio; P = Sconfitta.

### Statistiche delle giocatrici
| Giocatore      | Frauen-Bundesliga | Frauen-Bundesliga | Frauen-Bundesliga | Frauen-Bundesliga | DFB-Pokal der Frauen | DFB-Pokal der Frauen | DFB-Pokal der Frauen | DFB-Pokal der Frauen | Totale   | Totale | Totale      | Totale     |
| Giocatore      | Presenze          | Reti              | Ammonizioni       | Espulsioni        | Presenze             | Reti                 | Ammonizioni          | Espulsioni           | Presenze | Reti   | Ammonizioni | Espulsioni |
| -------------- | ----------------- | ----------------- | ----------------- | ----------------- | -------------------- | -------------------- | -------------------- | -------------------- | -------- | ------ | ----------- | ---------- |
| A. Berger      | 3                 | -9                | 0                 | 0                 | 0                    | 0                    | 0                    | 0                    | 3        | -9     | 0           | 0          |
| L. Dallmann    | 22                | 6                 | 4                 | 0                 | 5                    | 3                    | 0                    | 0                    | 27       | 9      | 4           | 0          |
| C. Dierkes     | 17                | 0                 | 1                 | 0                 | 2                    | 0                    | 0                    | 0                    | 19       | 0      | 1           | 0          |
| S. Doorsoun    | 22                | 3                 | 1                 | 0                 | 5                    | 2                    | 1                    | 0                    | 27       | 5      | 2           | 0          |
| S. Dörpinghaus | 5                 | 0                 | 3                 | 0                 | 2                    | 0                    | 0                    | 0                    | 7        | 0      | 3           | 0          |
| S. Freutel     | 13                | 2                 | 0                 | 0                 | 3                    | 1                    | 0                    | 0                    | 16       | 3      | 0           | 0          |
| M. Gier        | 19                | 2                 | 1                 | 0                 | 5                    | 0                    | 0                    | 0                    | 24       | 2      | 1           | 0          |
| C. Hamann      | -                 | -                 | -                 | -                 | -                    | -                    | -                    | -                    | -        | -      | -           | -          |
| C. Hartmann    | 22                | 13                | 5                 | 0                 | 5                    | 3                    | 0                    | 0                    | 27       | 16     | 5           | 0          |
| I. Ioannidou   | 19                | 3                 | 2                 | 0                 | 5                    | 1                    | 1                    | 0                    | 24       | 4      | 3           | 0          |
| C. Janitzki    | -                 | -                 | -                 | -                 | -                    | -                    | -                    | -                    | -        | -      | -           | -          |
| D. Janssen     | 21                | 2                 | 2                 | 0                 | 5                    | 1                    | 0                    | 0                    | 26       | 3      | 2           | 0          |
| J. Klasen      | 19                | 1                 | 2                 | 0                 | 5                    | 0                    | 0                    | 0                    | 24       | 1      | 2           | 0          |
| I. Lehmann     | 21                | 0                 | 5                 | 0                 | 5                    | 0                    | 0                    | 0                    | 26       | 0      | 5           | 0          |
| K. Leiding     | 0                 | 0                 | 0                 | 0                 | -                    | -                    | -                    | -                    | 0        | 0      | 0           | 0          |
| A. Leite       | 5                 | 0                 | 1                 | 0                 | -                    | -                    | -                    | -                    | 5        | 0      | 1           | 0          |
| S. Löhr        | 0                 | 0                 | 0                 | 0                 | -                    | -                    | -                    | -                    | 0        | 0      | 0           | 0          |
| N. Mann        | 7                 | 1                 | 1                 | 0                 | 2                    | 0                    | 0                    | 0                    | 9        | 1      | 1           | 0          |
| V. Martini     | 21                | 1                 | 3                 | 1                 | 5                    | 0                    | 0                    | 0                    | 26       | 1      | 3           | 1          |
| C. Mooren      | 0                 | 0                 | 0                 | 0                 | 0                    | 0                    | 0                    | 0                    | 0        | 0      | 0           | 0          |
| G. Morina      | 7                 | 0                 | 0                 | 0                 | 2                    | 0                    | 0                    | 0                    | 9        | 0      | 0           | 0          |
| K. Närdemann   | 0                 | 0                 | 0                 | 0                 | 0                    | 0                    | 0                    | 0                    | 0        | 0      | 0           | 0          |
| L. Ostermeier  | 13                | 0                 | 0                 | 0                 | 2                    | 1                    | 0                    | 0                    | 15       | 1      | 0           | 0          |
| H. Sahlmann    | 7                 | 0                 | 0                 | 0                 | 0                    | 0                    | 0                    | 0                    | 7        | 0      | 0           | 0          |
| L. Schüller    | 7                 | 2                 | 0                 | 0                 | 3                    | 0                    | 0                    | 0                    | 10       | 2      | 0           | 0          |
| L. Weiß        | 19                | -33               | 0                 | 0                 | 5                    | -9                   | 0                    | 0                    | 24       | -42    | 0           | 0          |
| I. Wolf        | 12                | 1                 | 0                 | 0                 | 4                    | 0                    | 0                    | 0                    | 16       | 1      | 0           | 0          |